# Karl Schenker
Karl Schenker (1886-1954) était un photographe allemand.

## Biographie
Karl Schenker fut un photographe reconnu dans le milieu de la mode : travaillant pour des magazines féminins tels que Uhu ou Die Dame, il se spécialisa dans les portraits, les photos d'acteurs et de mode. Il tint aussi un studio de 1913 à 1923 où il photographia des mannequins de cire qu'il avait créés et maquillés : outre le trouble dû à la ressemblance avec une personne humaine, ils n'étaient pas sans évoquer tous les vétérans de la Première Guerre mondiale revenus avec des prothèses.

## Quelques œuvres

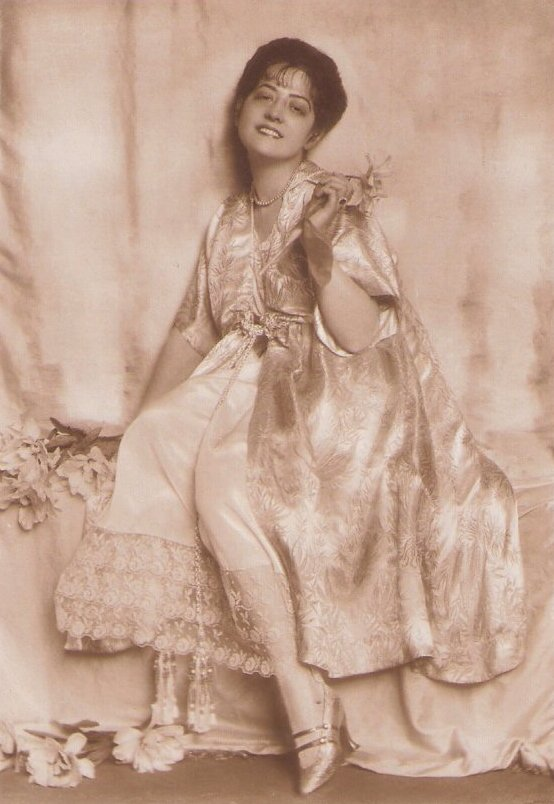
Dorrit Weixler
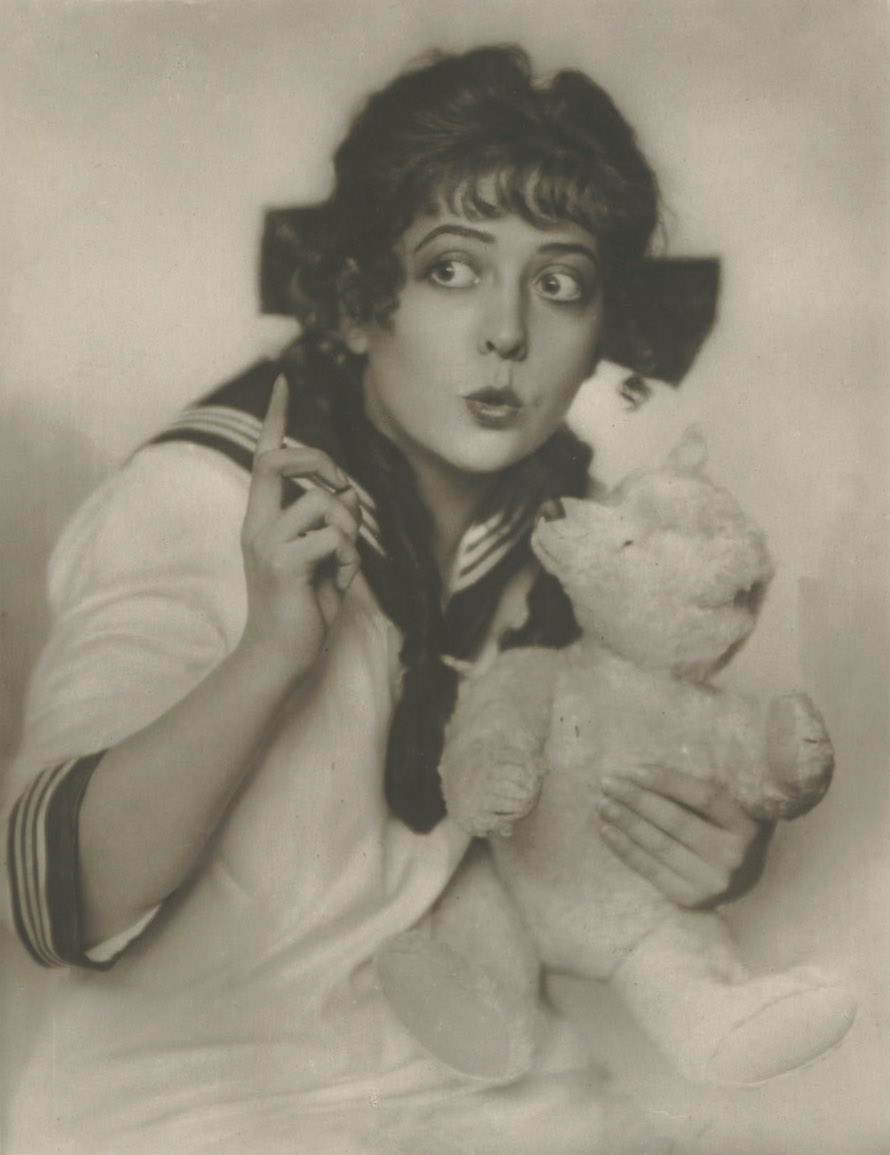
Dorrit Weixler
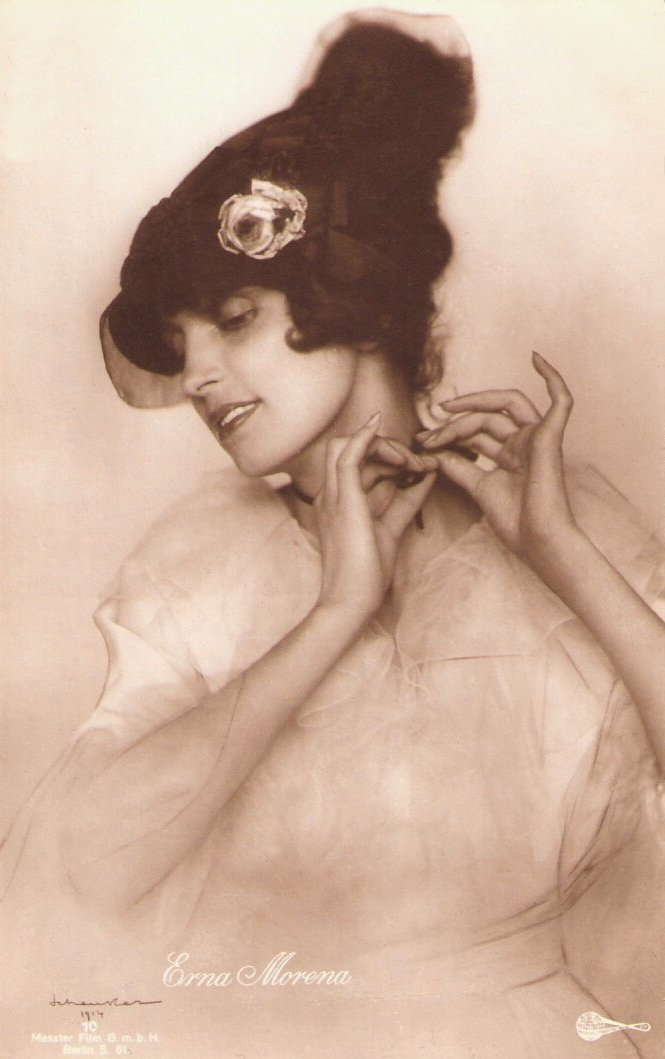
Erna Morena
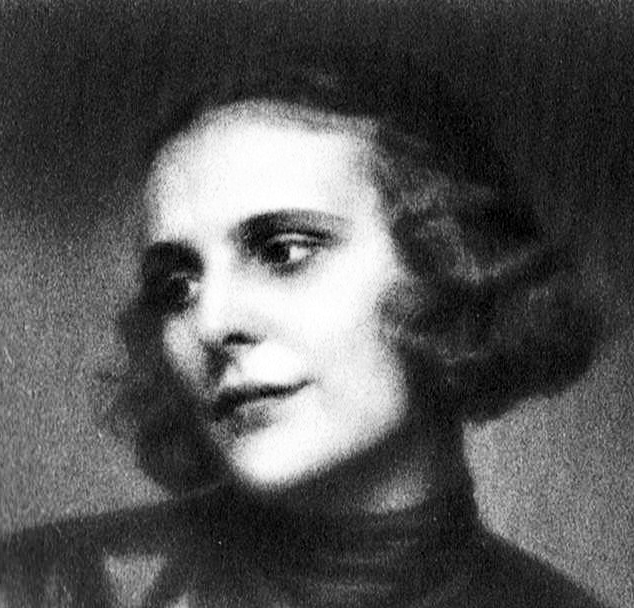
Leni Riefenstahl
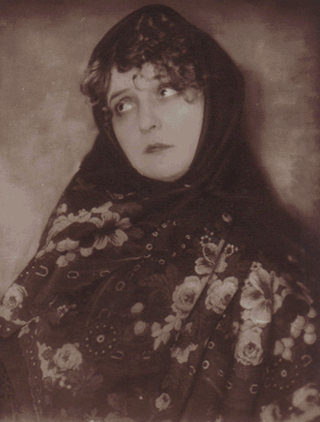
Mia May
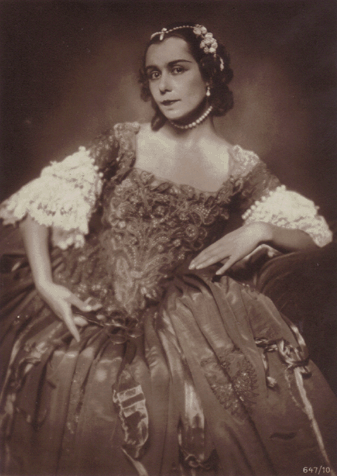
Maria Orska